# Reino do Hejaz

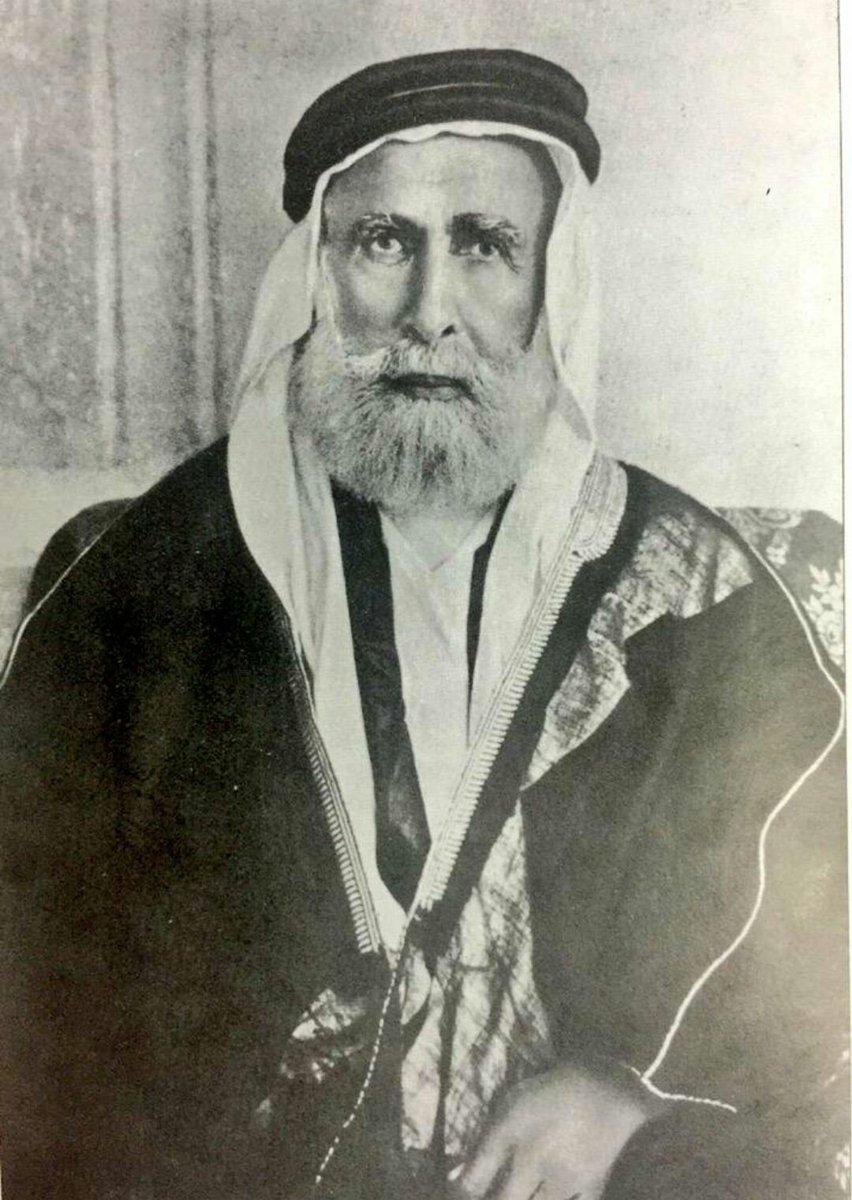
O xarife Huceine

O Reino Haxemita do Hejaz (em árabe: المملكة الحجازية الهاشمية; romaniz.: Al-Mamlakah al-Ḥijāzyah Al-Hāshimīyah) foi um estado na região do Hejaz da Arábia, no Médio Oriente, governado pela dinastia haxemita. Declarou-se um reino independente do Império Otomano em junho de 1916, sob a liderança do Xarife de Meca, durante a Revolta Árabe e a Primeira Guerra Mundial, tendo lutado ao lado das forças do Império Britânico com base numa aliança que tinha como objetivo a expulsão dos otomanos da Península Arábica. Foi reconhecido internacionalmente a 10 de agosto de 1920 no Tratado de Sèvres. O reino teve vida breve e foi conquistado em 1925 pelo vizinho Sultanato do Négede, sob a ressurgente Casa de Saud, tendo sido integrado no então criado Reino do Négede e do Hejaz.
Em 23 de setembro de 1932, o Reino do Négede e do Hejaz uniu-se aos domínios sauditas de Alhaça e Qatif, para formar o unificado Reino da Arábia Saudita.

## História
Na sua capacidade de califas, os sultões do Império Otomano indicariam um oficial conhecido como Xarife de Meca. O cargo foi atribuído a um membro da família haxemita, mas os sultões usavam tipicamente a rivalidade entre as diversas fações haxemitas para escolher entre os candidatos e assim garantir que o xarife permanecesse fraco.
Com a eclosão da Primeira Guerra Mundial em 1914, o sultão, novamente em sua condição de Califa, declarou uma Jihad contra as potências da Entente. Os britânicos, em particular, esperavam cooptar o xarife como uma figura religiosa alternativa de peso que os apoiava no conflito. Os britânicos já tinham uma série de tratados com outros líderes árabes na região e também temiam que o Hejaz pudesse ser usado como base para atacar os seus navios de e para a Índia. O xarife foi cauteloso, mas depois de descobrir que os Otomanos planeavam removê-lo e possivelmente matá-lo, concordou em trabalhar com os britânicos se eles apoiassem uma revolta árabe mais ampla e o estabelecimento de um reino árabe independente. Os britânicos insinuaram que iriam apoiar (embora não fossem precisos) e, depois que os otomanos executaram outros líderes nacionalistas Árabes em Damasco e Beirute, o Hejaz levantou-se contra os otomanos e derrotou os seus exércitos, embora não os tenha conseguido expulsar completamente (Medina permaneceu sob controle otomano).
Em 1916, o Xarife de Meca Huceine ibne Ali declarou-se Rei do Hejaz enquanto o seu exército xarifiano participou com outras forças árabes e do Império Britânico na expulsão dos otomanos da Península Arábica.
Os britânicos, porém, comprometeram-se a concordar a que o controle da Síria (compreendendo a Síria e o Líbano modernos) fosse dado à França, o que foi visto por Huceine como um desrespeito aos compromissos acordados. No entanto, os britânicos acabaram por criar reinos governados por hachemitas (na forma de protetorados) na Jordânia e no Iraque, bem como em Hejaz. Huceine recusou-se a concluir um tratado de amizade com os britânicos, que mais tarde optaram por não intervir quando outro cliente britânico, Abdalazize ibne Saúde, invadiu e conquistou Hejaz.

## Reis do Hejaz
- Huceine ibne Ali (10 de junho de 1916 - 3 de outubro de 1924)
- Ali ibne Huceine (3 de outubro de 1924 - 19 de dezembro de 1925)